# 국제 수학 연맹
국제 수학 연맹(國際數學聯盟, 영어: International Mathematical Union, IMU)은 수학의 발전을 위해서 만들어진 비정부 국제 협력 단체이다. 국제 수학 연맹은 국제 과학 이사회(International Council for Science)의 회원이며, 4년마다 세계 수학자 대회를 개최한다. 80개국의 수학회(national mathematics organizations)들로 구성되어 있다.

## 역사
본래 1920년에 창설되었으나 1932년에 해체되었다. 1951년에 재창설되었다.

## 회원 국가
총 70개국이 정회원(ordinary member)이고, 10개국이 추가로 준회원(associate member)이다.
국제 수학 연맹 정회원 목록

### 아프리카
- 나이지리아
- 남아프리카 공화국
- 알제리
- 이집트
- 카메룬
- 코트디부아르
- 튀니지

### 아시아
- 대한민국
- 베트남
- 사우디아라비아
- 싱가포르
- 아르메니아
- 인도
- 인도네시아
- 이란
- 이스라엘
- 일본
- 조지아
- 중국
- 카자흐스탄
- 파키스탄
- 필리핀
- 홍콩

### 아메리카
- 멕시코
- 미국
- 베네수엘라
- 브라질
- 아르헨티나
- 우루과이
- 칠레
- 캐나다
- 콜롬비아
- 쿠바
- 페루

### 오세아니아
- 뉴질랜드
- 오스트레일리아

### 유럽
- 그리스
- 네덜란드
- 노르웨이
- 덴마크
- 독일
- 라트비아
- 러시아
- 루마니아
- 리투아니아
- 몬테네그로
- 벨기에
- 보스니아 헤르체고비나
- 불가리아
- 세르비아
- 스웨덴
- 스위스
- 스페인
- 슬로바키아
- 슬로베니아
- 아이슬란드
- 아일랜드
- 에스토니아
- 영국
- 오스트리아
- 우크라이나
- 이탈리아
- 체코
- 크로아티아
- 튀르키예
- 포르투갈
- 폴란드
- 프랑스
- 핀란드
- 헝가리

국제 수학 연맹 준회원 목록
- 네팔
- 마다가스카르
- 말레이시아
- 몰도바
- 에콰도르
- 오만
- 캄보디아
- 케냐
- 키르기스스탄
- 타이